# Kirche Langenhanshagen

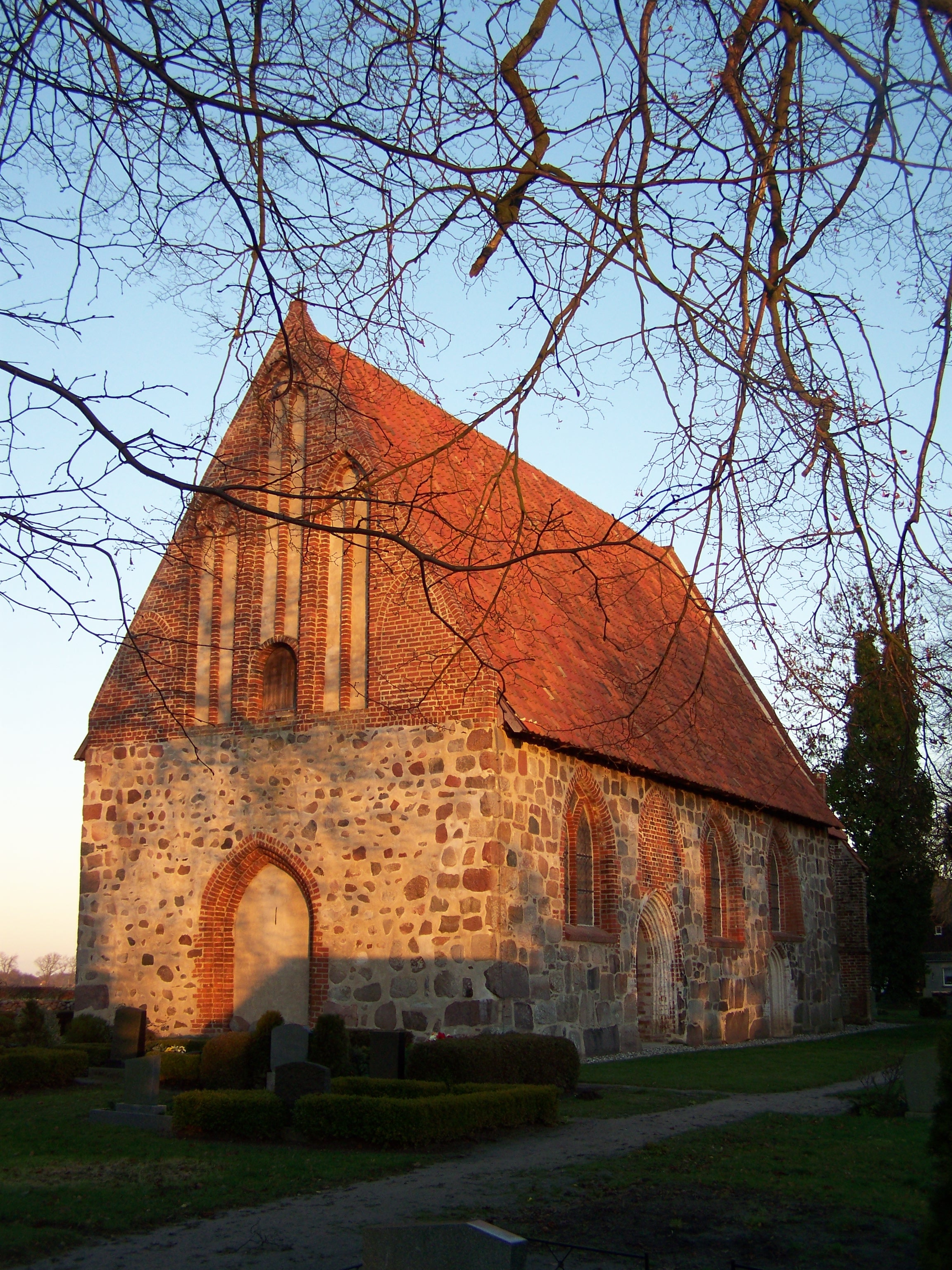
Kirche Langenhanshagen, Halle

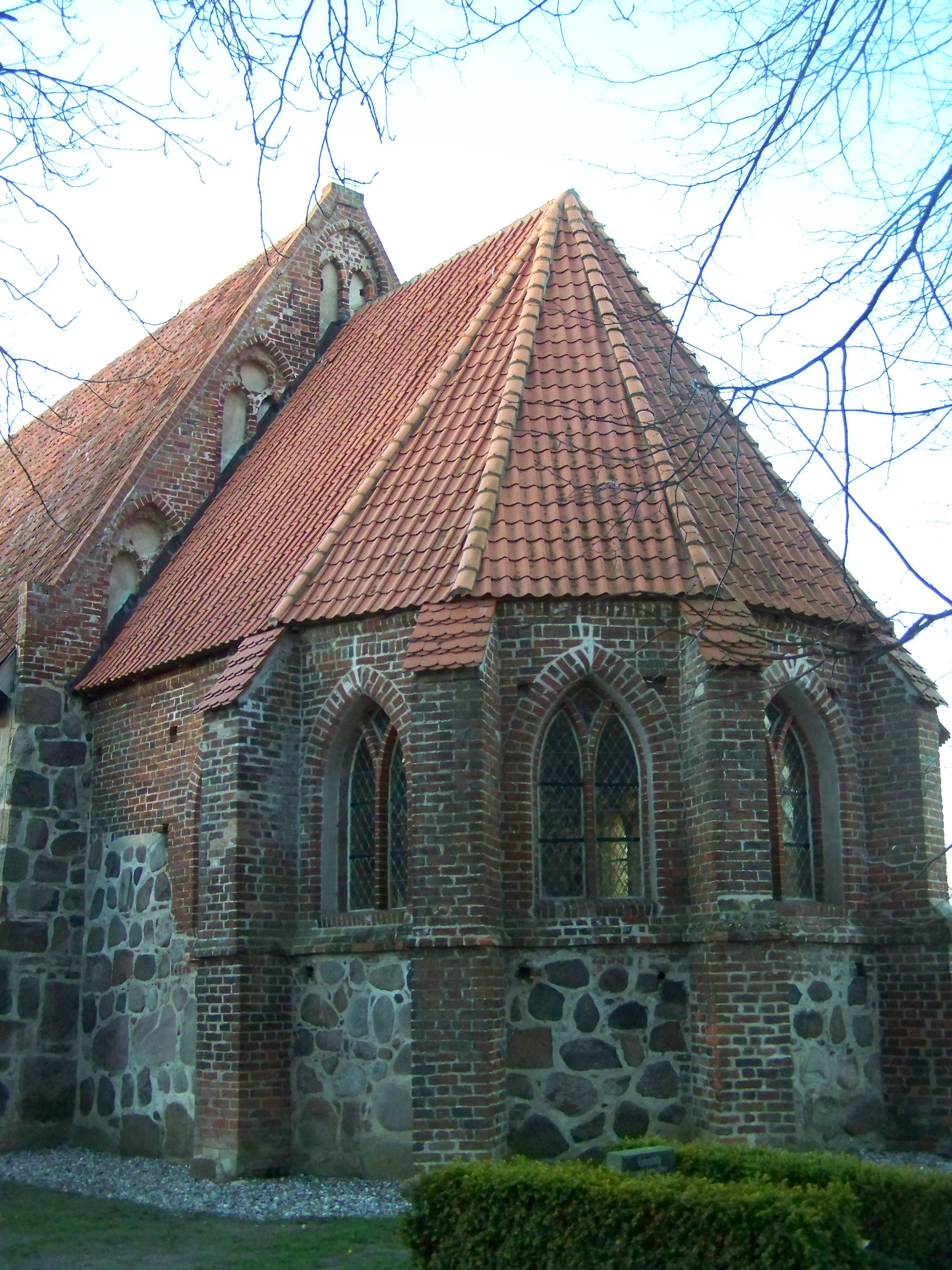
Kirche Langenhanshagen, Chor

Die Kirche Langenhanshagen ist ein spätgotisches Kirchengebäude  aus der ersten Hälfte des 14. Jahrhunderts. Sie befindet sich im Ortsteil Langenhanshagen in der vorpommerschen Gemeinde Trinwillershagen.

## Geschichte
Die Kirche stammt aus der ersten Hälfte des 14. Jahrhunderts. Ältestes Bauwerk ist die Halle der Kirche, der Chor wurde erst später angebaut.
Zu DDR-Zeiten sollte die Kirche abgerissen werden. Nach der Wende wurden zwischen 1992 und 2003 umfangreiche Sanierungsarbeiten vorgenommen, die fortgeführt werden.
Gottesdienste werden nur im Sommer abgehalten. Ebenfalls in den Sommermonaten wird der Kirchraum für Ausstellungen von einheimischen Künstlern genutzt.

## Beschreibung
Die turmlose, ziegelgedeckte Kirche ist ein Werk der Backsteingotik. An das rechteckige Kirchenschiff angebaut ist ein  kleinerer Chor mit Strebepfeilern. Der Westgiebel ist leicht asymmetrisch ausgeführt. Der reicher gegliederte Ostgiebel der Hallenkirche wird durch den Chor verdeckt. An der Nordseite ist die glatt geputzte Feldsteinwand mit eingeritzten Fugen versehen; diese Art des Putzes ist wahrscheinlich die ursprüngliche.
Neben der Kirche steht ein Glockenstuhl mit einer Glocke aus dem Jahr 1704. Die Kirche liegt inmitten des Friedhofs mit einer gepflegten Feldsteinmauer.

## Ausstattung
Die Kirche Langenhanshagen ist leer. Der Altar von (um 1500) ist ausgelagert, ebenso der Kanzelkorb (frühes 17. Jahrhundert) und das Taufbecken (1650). Auch bedeutende Glasfenster sind zurzeit nicht im Kirchengebäude. Die Orgel, 1879 von Barnim Grüneberg gefertigt, befindet sich im Mecklenburgischen Orgelmuseum in Malchow; erhalten ist die Orgelempore. Auch das ursprüngliche Gestühl ist an anderen Orten untergebracht.
Sehenswert ist das Kreuzrippengewölbe im Chor, das sehr ungewöhnlich für eine einfache Dorfkirche ist. Die Halle ist mit einer Holzbalkendecke ausgeführt.
Eine in den Boden eingelassene Grabplatte erinnert an adlige Gutsherren Langenhanshagens: Mathias Friedrich von Bibow (1671–1756) und seine Ehefrauen Margaretha Sophia von Jörcken und Magthalen Eleonora von Bassewitz.

## Gemeinde
Die evangelische Kirchgemeinde Lüdershagen gehört seit 2012 zur Propstei Stralsund im Pommerschen Evangelischen Kirchenkreis der Evangelisch-Lutherischen Kirche in Norddeutschland. Vorher gehörte sie zum Kirchenkreis Stralsund der Pommerschen Evangelischen Kirche.